# Alexandre Gardiol
Pour l’article homonyme, voir Gardiol.
Alexandre Gardiol est un ecclésiastique et homme politique français, né le 29 mars 1723 à Fayence dans le Var et est décédé le 12 septembre 1805 à Callian dans ce même département.

## Biographie
Député en 1789, curé de Callian en Provence, il est élu, le 27 avril 1789, député du clergé aux États généraux par la sénéchaussée de Draguignan.
Il se réunit aux communes, et prête serment en 1790 à la constitution civile du clergé ; on perd sa trace après la session.